# Záskočská jaskyňa
Záskočská jaskyňa – wielka jaskinia krasowa w Niżnych Tatrach na Słowacji, zlokalizowana w dolince Záskočie. Długość korytarzy wynosi 5034 m, a deniwelacja 284 m. Jaskinia nie jest przeznaczona do zwiedzania.

## Położenie
Dolinka Záskočie znajduje się w zachodniej, tzw. Dziumbierskiej części Niżnych Tatr, po północnej stronie głównego grzbietu niżnotatrzańskiego, w północnych stokach masywu Krakovej Hali. Jest górną częścią doliny Bielo, będącej odgałęzieniem Jánskiej doliny. Záskočská jaskyňa stanowi właściwie system jaskiniowy, powstały z połączonych jaskiń V Záskočí i Na Predných. Są one utworzone w prawych (orograficznie) zboczach dolinki Záskočie, zwanych Predné. Wejście do jaskini znajduje się na wysokości 1332 m n.p.m.

## Charakterystyka
Jaskinia Záskočská jest jaskinią krasową, utworzoną w kompleksie wapieni i dolomitów środkowego triasu, stanowiących główny budulec masywu Krakovej Hali. System charakteryzuje się rurowymi korytarzami, wskazującymi na modelowanie podziemnych przestrzeni w drodze korozji i erozji płynącej wody. Tworzą go dwa główne ciągi korytarzy, położonych jeden nad drugim, stopniowanych, połączonych kilkoma studniami. Przedstawiają one dwa poziomy rozwojowe koryta dawnej podziemnej rzeki, która coraz głębiej wcinała się w górotwór. W kolejnym etapie rozwoju systemu jaskiniowego pewną rolę odegrał także wpływ wód atmosferycznych, przesączających się w głąb spękanego na skutek ruchów tektonicznych, wapiennego masywu Krakovej Hali.
Przestrzenie jaskini wypełnione są różnymi formami nacieków jaskiniowych. Występują tu m.in. interesujące, białe lub przezroczyste kryształy kalcytu o wyraźnej dwójłomności optycznej. W jeziorkach i wśród rumowiska występują perły jaskiniowe, okrągłe, o średnicy 4–5 mm, a także o bardziej złożonych kształtach, od owalnych do wielościennych, w rozmiarach do około 20 mm. Mają biały kolor i zróżnicowaną powierzchnię, od matowej do szklistej.
W wielu miejscach jaskini występują osady pochodzenia rzecznego, złożone głównie ze znacznie obrobionych ułomków czerwonego piaskowca, wapieni i dolomitów, co świadczy o ich długotrwałym transporcie w cieku wodnym.
Z klimatycznego punktu widzenia jaskinia reprezentuje typ dynamiczny z intensywnym przepływem powietrza.
W partiach przywejściowych jaskini znaleziono szczątki szkieletów niedźwiedzi jaskiniowych (Ursus spelaeus), pochodzące prawdopodobnie z okresu plejstocenu.

## Ochrona
Jaskinia leży na terenie Parku Narodowego Niżne Tatry, w granicach rezerwatu przyrody Jánska dolina. Jest dodatkowo chroniona jako narodowy pomnik przyrody (słow. Národná prírodná pamiatka) decyzją MŽP SR nr 292/2001.